# とんとんみーの冒険
『とんとんみーの冒険』（とんとんみーのぼうけん）は、2004年から2012年まで日本各地のテレビ局で放送されていた、環境をテーマにしたミニ番組である。アームズ制作。聖教新聞の一社提供。スポンサー紹介はエンディングのみで行っていた。

## 概要
沖縄・八重山地方に生息する「とんとんみー」（沖縄でのミナミトビハゼの別称）が、環境に関する様々な問題を提示しながら、環境保護の重要性を訴えていく内容である。子供から大人まで、幅広い世代に分かりやすいように作られている。 
番組の放送は毎週1回（土曜日もしくは日曜日）・3分間である。放送期間は6か月単位で、2010年度までの東日本エリア19局では10月から3月、西日本エリア23局では東日本から3か月遅れの1月から6月となっていた。2011年度からは、ネット局が激減し、4局ネットとなった。

## ネット局・各地の放送時間（系列順）
関東広域圏全域をカバーする放送局はこれまで無かったが、2011年10月にテレビ東京が放送を開始したことにより、関東広域圏全域をカバーする放送局が誕生した。2010年度までは、KBS京都・サンテレビを除く全ての独立UHF局で放送されているなど、ミニ番組としては珍しく全国で視聴が可能であった（兵庫県・京都府では、隣接する県の放送局の電波を受信できる一部地域で視聴可能であった）。太字は2011年度のネット局。
| 放送対象地域  | 放送局             | 系列                                                          | 放送曜日・放送時間 |
| ------------- | ------------------ | ------------------------------------------------------------- | ------------------ |
| 静岡県        | 静岡第一テレビ     | 日本テレビ系列                                                | 土曜 9:25 - 9:30   |
| 富山県        | 北日本放送         | 日本テレビ系列                                                | 土曜 9:55 - 10:00  |
| 香川県 岡山県 | 西日本放送         | 日本テレビ系列                                                | 日曜 11:25 - 11:30 |
| 徳島県        | 四国放送           | 日本テレビ系列                                                | 土曜 11:55 - 12:00 |
| 高知県        | 高知放送           | 日本テレビ系列                                                | 日曜 11:45 - 11:50 |
| 鳥取県 島根県 | 日本海テレビ       | 日本テレビ系列                                                | 土曜 11:55 - 12:00 |
| 山口県        | 山口放送           | 日本テレビ系列                                                | 日曜 11:45 - 11:50 |
| 熊本県        | くまもと県民テレビ | 日本テレビ系列                                                | 日曜 11:25 - 11:30 |
| 青森県        | 青森テレビ         | TBS系列                                                       | 日曜 12:54 - 13:00 |
| 山形県        | テレビユー山形     | TBS系列                                                       | 日曜 9:54 - 10:00  |
| 山梨県        | テレビ山梨         | TBS系列                                                       | 日曜 11:24 - 11:30 |
| 愛媛県        | あいテレビ         | TBS系列                                                       | 日曜 11:24 - 11:30 |
| 広島県        | 中国放送           | TBS系列                                                       | 日曜 11:24 - 11:30 |
| 福岡県        | RKB毎日放送        | TBS系列                                                       | 日曜 16:54 - 17:00 |
| 長崎県        | 長崎放送           | TBS系列                                                       | 日曜 13:54 - 14:00 |
| 大分県        | 大分放送           | TBS系列                                                       | 土曜 11:40 - 11:45 |
| 鹿児島県      | 南日本放送         | TBS系列                                                       | 水曜 19:55 - 20:00 |
| 北海道        | 北海道文化放送     | フジテレビ系列                                                | 土曜 11:40 - 11:45 |
| 岩手県        | 岩手めんこいテレビ | フジテレビ系列                                                | 日曜 11:45 - 11:50 |
| 秋田県        | 秋田テレビ         | フジテレビ系列                                                | 土曜 10:55 - 11:00 |
| 福島県        | 福島テレビ         | フジテレビ系列                                                | 日曜 11:45 - 11:50 |
| 新潟県        | 新潟総合テレビ     | フジテレビ系列                                                | 土曜 9:55 - 10:00  |
| 長野県        | 長野放送           | フジテレビ系列                                                | 土曜 11:40 - 11:45 |
| 石川県        | 石川テレビ         | フジテレビ系列                                                | 土曜 11:40 - 11:45 |
| 福井県        | 福井テレビ         | フジテレビ系列                                                | 日曜 8:55 - 9:00   |
| 佐賀県        | サガテレビ         | フジテレビ系列                                                | 土曜 9:55 - 10:00  |
| 沖縄県        | 沖縄テレビ         | フジテレビ系列                                                | 土曜 9:55 - 10:00  |
| 関東広域圏    | テレビ東京         | テレビ東京系列                                                | 水曜 22:48 - 22:54 |
| 愛知県        | テレビ愛知         | テレビ東京系列                                                | 水曜 17:20 - 17:25 |
| 大阪府        | テレビ大阪         | テレビ東京系列                                                | 火曜 9:54 - 10:00  |
| 宮崎県        | テレビ宮崎         | フジテレビ系列 日本テレビ系列 テレビ朝日系列 （クロスネット） | 土曜 9:55 - 10:00  |
| 東京都        | TOKYO MX           | 独立UHF局                                                     | 土曜 8:30 - 8:35   |
| 神奈川県      | テレビ神奈川       | 独立UHF局                                                     | 日曜 10:25 - 10:30 |
| 埼玉県        | テレビ埼玉         | 独立UHF局                                                     | 日曜 9:25 - 9:30   |
| 千葉県        | 千葉テレビ         | 独立UHF局                                                     | 日曜 8:40 - 8:45   |
| 群馬県        | 群馬テレビ         | 独立UHF局                                                     | 土曜 18:40 - 18:45 |
| 栃木県        | とちぎテレビ       | 独立UHF局                                                     | 日曜 10:25 - 10:30 |
| 岐阜県        | 岐阜放送           | 独立UHF局                                                     | 日曜 10:00 - 10:05 |
| 三重県        | 三重テレビ         | 独立UHF局                                                     | 日曜 11:55 - 12:00 |
| 和歌山県      | テレビ和歌山       | 独立UHF局                                                     | 日曜 11:55 - 12:00 |
| 奈良県        | 奈良テレビ         | 独立UHF局                                                     | 日曜 11:40 - 11:45 |
| 滋賀県        | びわ湖放送         | 独立UHF局                                                     | 日曜 10:45 - 10:50 |